# Dana Murzyn
Dana Trevor Murzyn (* 9. Dezember 1966 in Calgary, Alberta) ist ein ehemaliger kanadischer Eishockeyspieler. Der Verteidiger absolvierte von 1985 bis 1999 insgesamt über 900 Spiele für die Hartford Whalers, die Calgary Flames und die Vancouver Canucks in der National Hockey League. Mit den Flames gewann er dabei 1989 den Stanley Cup.

## Karriere
Dana Murzyn wurde in Calgary geboren und spielte dort in seiner Jugend unter anderem für die Calgary Royals, die Calgary Spurs in der Alberta Junior Hockey League sowie ab 1983 für die Calgary Wranglers in der Western Hockey League, der ranghöchsten Juniorenliga der Region. Für die Wranglers war er zwei Jahre aktiv, wobei er in der Saison 1984/85 auf 92 Scorerpunkte in 72 Spielen kam und infolgedessen ins WHL (East) First All-Star Team berufen wurde. Anschließend wählten ihn im NHL Entry Draft 1985 die Hartford Whalers an fünfter Position aus.
Murzyn etablierte sich auf Anhieb in der National Hockey League (NHL), absolvierte als Rookie 78 Spiele für die Whalers und wurde anschließend ins NHL All-Rookie Team gewählt. Dennoch spielte der Verteidiger nur knapp zweieinhalb Jahre in Hartford, bis er im Januar 1988 samt Shane Churla an die Calgary Flames abgegeben wurde und somit in seine Heimatstadt zurückkehrte. Im Gegenzug erhielten die Whalers Neil Sheehy, Carey Wilson sowie die Rechte an Lane MacDonald. Am Ende seiner ersten kompletten Spielzeit in Calgary gewann der Kanadier mit den Flames den Stanley Cup des Jahres 1989.
Bereits weitere eineinhalb Jahre später transferierten ihn die Flames im März 1991 zu den Vancouver Canucks und erhielten im Gegenzug Ronnie Stern und Kevan Guy. In Vancouver verbrachte Murzyn anschließend über acht Jahre und somit den Großteil seiner NHL-Karriere. Zudem erreichte er mit den Canucks 1994 ein weiteres Mal das Stanley-Cup-Finale, unterlag dort jedoch den New York Rangers in sieben Spielen. Nachdem der Abwehrspieler einen Großteil der Saison 1997/98 aufgrund einer Knieverletzung verpasst hatte und im Folgejahr zum Teil beim Farmteam der Canucks, den Syracuse Crunch, in der American Hockey League (AHL) eingesetzt wurde, beendete er nach der Spielzeit 1998/99 seine aktive Karriere. Insgesamt hatte Murzyn dabei über 900 NHL-Spiele absolviert und 223 Punkte erzielt. 2011 war er Teil des Alumni Games beim NHL Heritage Classic.

## Erfolge und Auszeichnungen
- 1985 WHL East First All-Star Team
- 1986 NHL All-Rookie Team
- 1989 Stanley-Cup-Gewinn mit den Calgary Flames

## Karrierestatistik
(Legende zur Spielerstatistik: Sp oder GP = absolvierte Spiele; T oder G = erzielte Tore; V oder A = erzielte Assists; Pkt oder Pts = erzielte Scorerpunkte; SM oder PIM = erhaltene Strafminuten; +/− = Plus/Minus-Bilanz; PP = erzielte Überzahltore; SH = erzielte Unterzahltore; GW = erzielte Siegtore; 1 Play-downs/Relegation; Kursiv: Statistik nicht vollständig)